# アイダホフォールズ地域空港
アイダホフォールズ地域空港（アイダホフォールズちいきくうこう、英: Idaho Falls Regional Airport、IATA: IDA）は、アメリカ合衆国アイダホ州東部にある公営空港。州東部の中心都市であるアイダホフォールズをカバーしている。空港は市の中心部から約3km、アイダホフォールズ市街地の北西縁に立地している。かつてはファニング・フィールド（Fanning Field）と呼ばれていた。

## 就航路線
アイダホフォールズは6万人強の人口を抱えているものの、周辺の人口が希薄なためか、アイオホフォールズ地域空港への発着便数はあまり多くはない。5大航空会社のうち3社（デルタ・アメリカン・ユナイテッド）が定期便を運航しているが、いずれも提携航空会社による小型機の便のみである。

## 主な就航路線
| 航空会社                   | 就航地                              |
| -------------------------- | ----------------------------------- |
| アラスカ航空               | シアトル、ボイシ                    |
| アレジアント航空           | ラスベガス                          |
| デルタ・コネクション       | ソルトレイクシティ                  |
| アメリカン・イーグル       | ダラス、フェニックス、シカゴ/オヘア |
| ユナイテッド・エクスプレス | デンバー                            |

ホライゾン航空は2003年にアイダホフォールズ・シアトル便を70人乗りのQ400で運航していたが、搭乗実績が芳しくなかったため、翌2004年には廃線となった。

## 施設
アイダホフォールズ地域空港は2,744mと1,235mの2本の滑走路を有している。空港ターミナルは建てられてから2度拡張され、また1度部分改築されている。現在のターミナルは1959年に建てられ、1982年に拡張されたが、2000年代中盤に搭乗エリアが小型機に対応するように改築された。もともとのレイアウトはボーイング737に対応したものであったが、デルタ航空便の廃線後は1機も発着しなくなり、より小型の航空機による便のみが残ったためであった。
空港内にはレストランが1店だけある。典型的なアメリカ料理を出すこの店舗は月曜から土曜まで、朝食・昼食時のみのオープンで、そのたの日・時間帯には併設している軽食売り場で食料品を購入できる。しかし、セキュリティ・チェックポイントから先には飲食店はない。かつてはレストラン事業者の維持にも困ったほどで、ドイツ料理店やステーキハウスなどが入ったが、いずれも長続きはしなかった。レストランは1980年に1回改装されている。